# Municipio de Parshall
El municipio de Parshall (en inglés: Parshall Township) es un municipio ubicado en el condado de Mountrail en el estado estadounidense de Dakota del Norte. En el año 2010 tenía una población de 54 habitantes y una densidad poblacional de 0,58 personas por km².

## Geografía
El municipio de Parshall se encuentra ubicado en las coordenadas 47°59′13″N 102°12′13″O / 47.98694, -102.20361. Según la Oficina del Censo de los Estados Unidos, el municipio tiene una superficie total de 93.3 km², de la cual 93,18 km² corresponden a tierra firme y (0,13 %) 0,12 km² es agua.

## Demografía
Según el censo de 2010, había 54 personas residiendo en el municipio de Parshall. La densidad de población era de 0,58 hab./km². De los 54 habitantes, el municipio de Parshall estaba compuesto por el 100 % blancos. Del total de la población el 0 % eran hispanos o latinos de cualquier raza.